# ما فويوان
ما فويوان هو مسلم صيني من عرقية هوى الموالية للحكومة الصينية، وقائد الكتيبة 36 في الوطني الجيش الثوري، حارب ضد مسلمي الأويغور والقيرغيز وضد جمهورية تركستان الشرقية الأولى، كما حارب ضد الاتحاد السوفيتي المؤيد لقوات خوجا نياز في أقسو. استطاع مع الجنرال ما زانكانغ إسقاط جمهورية تركستان الشرقية بعد فوزه على الأويغور والقيرغيز في معركة كاشغر (1934) ومعركة ياركند ومعركة ينجيسار. وبعد دخول كاشغر أعلن ولاءه لحكومة جمهورية الصين في نانجينغ، وأعلن تعيين ما شاوو حاكمًا لكاشغر.